# Чертињано (Арецо)
Чертињано је насеље у Италији у округу Арецо, региону Тоскана.
Према процени из 2011. у насељу је живело 89 становника. Насеље се налази на надморској висини од 295 м.